# The Ozell Tapes
The Ozell Tapes è un doppio album live di Marcus Miller pubblicato nel 2002.

## Tracce

### Disco 1
1. Intro
2. Power
3. So What
4. Lonnie's Lament
5. Cousin John
6. Scoop
7. I Loves You, Porgy
8. Panther

### Disco 2
1. 3 Deuces
2. Your Amazing Grace
3. Nikki's Groove
4. When Your Life Was Low
5. Burning Down the House
6. People Make the World Go Round
7. Killing Me Softly
8. Miles/Marcus Medley: Hannibal/Amandla/Tutu